# Keine Gnade für Jonny T.
Keine Gnade für Jonny T. ist ein US-amerikanischer Western aus dem Jahr 1951 von John Rawlins mit Dane Clark in der Titelrolle. Weitere Hauptrollen spielten Ben Johnson und Peter Graves. Der Film wurde von Ventura Pictures produziert.

## Handlung
Der Bürgerkriegsveteran Ben Shelby erreicht die Tallon-Farm nahe der Wüste von Arizona. Er stellt sich als Freund von Johnny Tallon vor, was Johnnys Onkel Charlie merkwürdig vorkommt. Johnny wird in den nächsten Tagen auf der Ranch zurückerwartet. In der Zwischenzeit bewahrt Ben Johnnys blinden Bruder Ned davor, unter die Hufe eines Pferdes zu geraten. Die beiden Männer freunden sich an. Ned spricht voller Stolz von seinem Bruder, den er als Kriegsheld ansieht. Ben erzählt, dass sein jüngerer Bruder im Krieg umgekommen sei.
Charlie kommt mit Neuigkeiten aus dem nahe gelegenen Fort Defiance zurück. Die US-Regierung will die einzelnen Gruppen der Navajos zusammenziehen und sie in ein Reservat im Oklahoma-Territorium deportieren. Die empörten Indianer haben sich jedoch in den umliegenden Canyons versteckt und überfallen weiße Siedler. Ned fragt nach Nachrichten von seinem Bruder, woraufhin Charlie erklärt, dass Johnny bei einem Banküberfall getötet wurde. Ben enthüllt, dass er nach Arizona gekommen sei, um Johnny zu töten. Im Bürgerkrieg kapitulierte Johnny während einer Schlacht in Tennessee mit seiner Einheit gegenüber den Konföderierten. Dadurch kamen andere Einheiten der Union in Bedrängnis. Ben war der einzige Überlebende seiner Kompanie, zu der auch sein Bruder gehörte.
Ned bittet Ben trotzdem zu bleiben, doch der will wieder zu seiner Frau zurück. Ben reitet nach Fort Defiance und beginnt in einem Saloon, seiner Frau über Johnnys Kapitulation zu schreiben. Nach einer Bedenkzeit ändert er seine Meinung. Er lässt den begonnenen Brief liegen und kehrt zur Ranch zurück, um mit Charlie und Ned eine Partnerschaft einzugehen. Dave Parker, der ebenfalls seine Brüder in der Schlacht verloren hat, findet Bens Brief und will nun aus Rache Ned töten. Dave reitet zur Ranch und beginnt eine Schießerei. Charlie zieht Daves Feuer auf sich, damit Ben und Ned in die nahen Canyons fliehen können und wird dabei getötet.
Johnny ist nicht bei dem Banküberfall gestorben und erreicht mit seinem Freund Hankey die Ranch. Die beiden nehmen die Spur der Flüchtigen auf. Als sie auf die beiden treffen, will Ben Johnny erschießen, wird aber von Hankey entwaffnet. Der Streit der beiden wird von einem Angriff der Navajos unterbrochen, der zum Tod von Hankey führt. Ben, Johnny und Ned wollen über einen Pass den Indianern entkommen. Am nächsten Tag entdecken sie eine Kutsche, die von den Indianern angegriffen wird und eilen zur Hilfe. Der Angriff wird abgewehrt, doch die Indianer bleiben in der Nähe. Die Tänzerin Julie Morse, die nach San Francisco will, unterhält sich mit Ned. Am folgenden Morgen greifen die Indianer an, werden jedoch von einer Kavallerie-Einheit in die Flucht geschlagen. Ben erklärt Johnny, dass er von seiner Rache absehen werde, wenn er Ned erlaube, bei ihm zu bleiben. Johnny will Ned jedoch für eine Augenoperation nach San Francisco bringen.
In Fort Defiance versucht Ned, Johnny zu töten, weil er glaubt, sein Bruder würde ihn nicht mehr lieben. Ned weigert sich, das Geld, das Johnny bei dem Raubüberfall erbeutet hat, anzunehmen. Johnny zwingt Dave, die Ranch zu kaufen, um so die Operation zu finanzieren. Nachdem er Ned das Geld gegeben hat, verfolgt Johnny Dave und liefert sich mit ihm und seinen Männern eine Schießerei. Johnny und mehrere von Daves Männern kommen ums Leben. Dave wird von Ben erschossen. Julie willigt ein, Ned zu heiraten und mit ihm und Ben eine neue Ranch aufzubauen. Mit einer Kutsche kommt Bens Frau an und schließt sich ihnen an.

## Produktion

### Hintergrund
Gedreht wurde der Film bis zum 27. Juni  1951 auf der Monogram Movie Ranch in Newhall sowie in Gallup (New Mexico).

### Stab
Frank Beetson jr. war für das Kostümbild zuständig. Verantwortlicher Toningenieur war L. John Myers.

## Synchronisation
Die deutsche Synchronfassung entstand 1988 im Auftrag der Berliner Synchron GmbH Wenzel Lüdecke unter der Dialogregie von Andreas Pollak nach einem Dialogbuch von Klaus von Wahl.
| Rolle         | Schauspieler     | Deutscher Synchronsprecher |
| ------------- | ---------------- | -------------------------- |
| Johnny Tallon | Dane Clark       | Manfred Lehmann            |
| Ben Shelby    | Ben Johnson      | Wolfgang Condrus           |
| Julie Morse   | Tracey Roberts   | Eva Kryll                  |
| Onkel Charlie | George Cleveland | Heinz Theo Branding        |
| Jed Brown     | Ralph Sanford    | Walter Tschernich          |
| Tapferer Bär  | Iron Eyes Cody   | Jörg Döring                |
| Lt. Lucas     | Dennis Moore     | Hans-Jürgen Wolf           |
| Dave Parker   | Craig Woods      | Jürgen Kluckert            |
| Kincaid       | Dick Elliott     | Eberhard Wechselberg       |
| Tracy         | Kit Guard        | Alexander Herzog           |
| Fremder       | Wes Hudman       | Andreas Hosang             |
| Joe Doniger   | Duke York        | Peter Neusser              |

Anmerkung: Die kursiv geschriebenen Namen sind Rollen und Darsteller, die nicht im Abspann erwähnt wurden.

## Veröffentlichung
Die Premiere des Films fand am 9. Oktober 1951 statt. In der Bundesrepublik Deutschland wurde er am 7. Juni 1991 im deutschen Fernsehen ausgestrahlt.

## Kritiken
Der Filmkritiken-Aggregator Rotten Tomatoes hat in einer Auswertung von über 100 User-Kritiken ein Publikumsergebnis von 20 Prozent positiver Bewertungen ermittelt.
Das Lexikon des internationalen Films schrieb: „Routinewestern mit dem ehemaligen Rodeo-Reiter Johnson.“